# Chaire Étienne Gilson
La Chaire de métaphysique Étienne Gilson a été créée en 1995 pour célébrer le centenaire de l'Institut catholique de Paris. Elle est confiée chaque année à un chercheur pour un cycle de six conférences.

## Conseil scientifique
En 2022, le conseil scientifique de la chaire comprend Olivier Boulnois, Rémi Brague, Philippe Capelle, Emmanuel Falque, Jérôme de Gramont, Jean Greisch, Vincent Holzer, Emmanuel Housset, Jean-Luc Marion et Camille Riquier.

## Titulaires
- 1996-1997 : Stanislas Breton
- 1997-1998 : Pierre Aubenque
- 1998-1999 : Ludger Honnefelder
- 1999-2000 : Alain de Libera
- 2000-2001 : Ruedi Imbach
- 2002-2003 : Francis Jacques
- 2003-2004 : Stanley Rosen
- 2004-2005 : Jean-Luc Marion
- 2005-2006 : Stéphane Mosès
- 2006-2007 : Jean-Louis Chrétien
- 2007-2008 : Thomas De Koninck
- 2008-2009 : Vincent Carraud
- 2009-2010 : Adriaan Peperzak
- 2010-2011 : Joseph O'Leary
- 2011-2012 : Jean Greisch
- 2012-2013 : Jean Grondin
- 2013-2014 : Rémi Brague
- 2014-2015 : participation de plusieurs conférenciers pour les 20 ans de la Chaire (Philippe Capelle-Dumont, Jean Greisch, Jean-Luc Marion, Richard Kearney (en), Andreas Spear, David Tracy)
- 2015-2016 : Catherine Chalier
- 2016-2017: Pierre Manent
- 2017-2018 : Hent de Vries (en)
- 2018-2019 : Cyrille Michon
- 2019-2020 : Kevin Hart (poet) (en)
- 2020-2021 : Olivier Boulnois
- 2021-2022 : Yasuhiko Sugimura
- 2022-2023 : Emmanuel Falque
- 2023-2024 : Renaud Barbaras
- 2024-2025 : Stefano Bancalari

## Publications
La plupart des conférences ont donné lieu à des publications, pour la quasi-totalité dans la collection  « Chaire Étienne Gilson » que dirige Philippe Capelle aux Presses universitaires de France.
- Stanislas Breton, Causalité et Projet, Paris, PUF, coll.  "Chaire Étienne Gilson", 2000.
- Alain de Libera, La référence vide, Paris, PUF, coll.  "Chaire Étienne Gilson", 2002.
- Ludger Honnefelder, La métaphysique comme science transcendantale, Paris, PUF, coll.  "Chaire Étienne Gilson", 2002.
- Francis Jacques, La croyance, le savoir et la foi, Paris, PUF, coll.  "Chaire Étienne Gilson", 2005.
- Stanley Rosen, La production platonicienne, Paris, PUF, coll.  "Chaire Étienne Gilson", 2005.
- Jean-Louis Chrétien, Répondre : Figures de la réponse et de la responsabilité, Paris, PUF, coll.  "Chaire Étienne Gilson", 2007.
- Thomas De Koninck, Aristote, L'intelligence et Dieu, Paris, PUF, coll.  "Chaire Étienne Gilson", 2008.
- Pierre Aubenque, Faut-il déconstruire la métaphysique ?, Paris, PUF, coll. « Chaire Étienne Gilson », 2009
- Vincent Carraud, L'invention du moi, Paris, PUF, coll. « Chaire Étienne Gilson », 2009
- Adriaan Peperzak, Savoir et sagesse, Paris, PUF, coll. « Chaire Étienne Gilson », 2011
- Joseph O'Leary, Philosophie occidentale et concepts bouddhistes, Paris, PUF, coll. « Chaire Étienne Gilson », 2011
- Stéphane Mosès, Figures philosophiques de la modernité juive, Paris, Cerf, coll. « Philosophie et théologie », 2011
- Jean Greisch, Du « non autre » au « tout autre ». Dieu et l'absolu dans les théologies philosophiques de la modernité, Paris, PUF, coll. « Chaire Étienne Gilson », 2012
- Jean Grondin, Du sens des choses. L'idée de la métaphysique, Paris, PUF, coll. « Chaire Étienne Gilson », 2013
- Catherine Chalier, La gravité de l'amour. Philosophie et spiritualité juive, Paris, PUF, coll. « Chaire Étienne Gilson », 2016
- Pierre Manent, La loi naturelle et les droits de l’homme, Paris, PUF, coll. « Chaire Étienne Gilson », 2019
- Hent de Vries, Miracles et métaphysique, Paris, PUF, coll. « Chaire Étienne Gilson », 2019
- Kevin Hart, L'image vulnérable. Sur l'image de Dieu chez saint Augustin, Paris, PUF, coll. « Chaire Étienne Gilson », 2021
- Olivier Boulnois, Saint Paul et la philosophie. Une introduction à l'essence du christianisme, Paris, PUF, coll. « Chaire Étienne Gilson », 2022